# Aieti Sochumi
Aieti Sochumi (georgiska: აიეთი სოხუმი) är en georgisk fotbollsklubb från staden Sochumi i Abchazien.
Klubben spelar för närvarande i georgiska Pirveli Liga, efter att ha gått upp från Meore Liga efter säsongen 2010/2011. Gruppen spelar säsongen 2011/2012 i grupp B. På grund av den rådande politiska situationen i regionen spelar klubben sina hemmamatcher på Sicharuli Stadioni i Tbilisi.